# خلية غروف

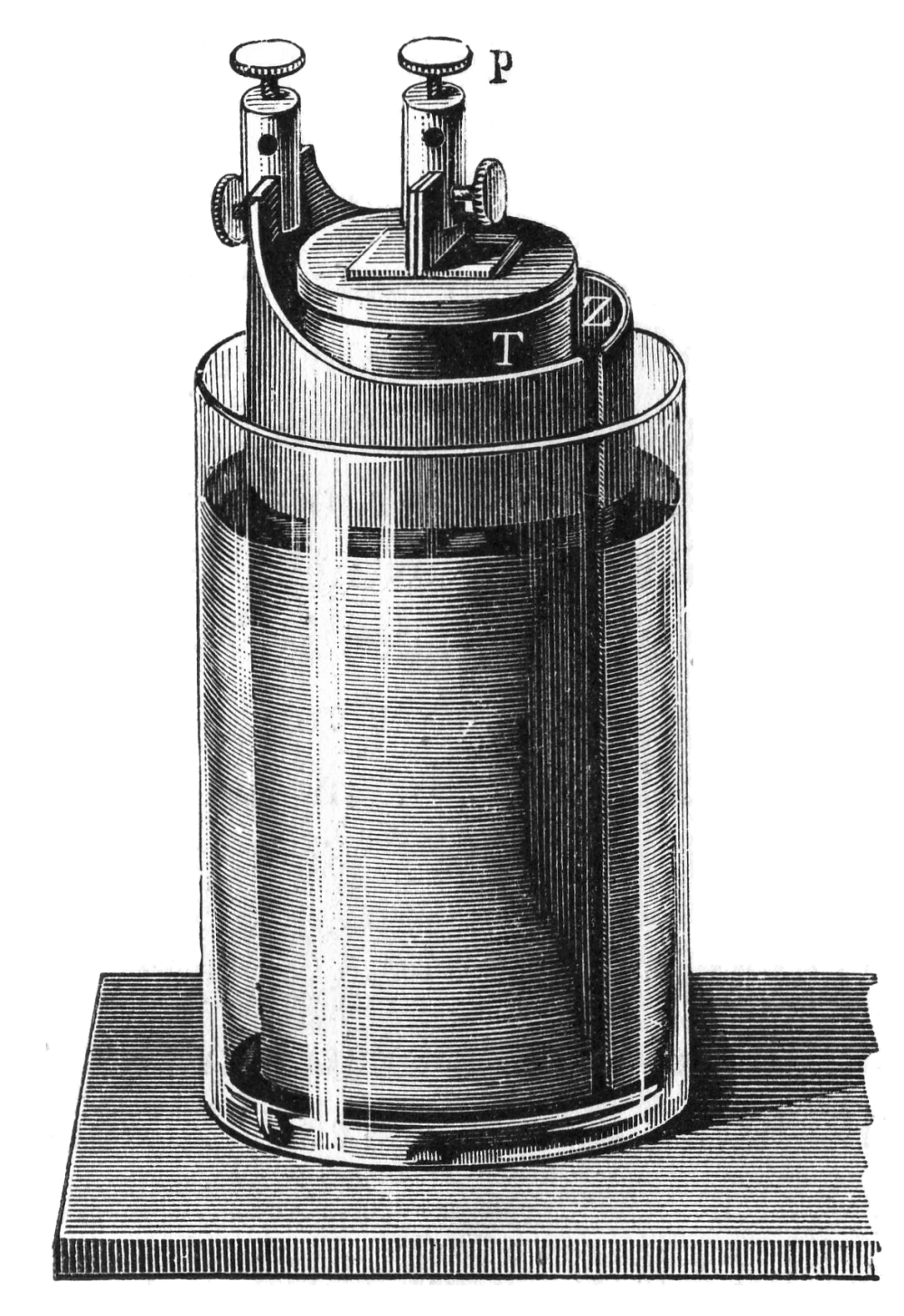
خلية غروف (1897).

خلية غروف (بالإنجليزية: Grove cell)‏ كانت من أوائل الخلاي الأولية الكهربائية، سميت على اسم مخترعها، العالم الفيزيائي الويلزي ويليام روبرت غروف، وتتألف من أنود الزنك في حمض الكبريتيك المخفف وباثود البلاتين في حمض النتريك المركز، ويفصلان بواسطة وعاء خزفي مسامي.

## تفاصيل الخلية
يبلغ الجهد الكهربي للخلية حوالي 1.9 فولت وينشأ عن التفاعل التالي:
Zn + H2SO4 + 2 HNO3  ZnSO4 + 2 H2O + 2 NO2↑

## استخدم
كانت خلية غروف مصدر الطاقة المفضل لنظام التلغراف الأمريكي المبكر في الفترة من 1840 إلى 1860 لأنها قدمت مخرجات تيارعاليةوجهد كهربائي أعلى من خلية دانيال السابقة (عند 1.9 فولت و 1.1 فولت على التوالي).

## العيوب
بحلول الحرب الأهلية الأمريكية، وازدياد حركة التلغراف، كانت نزعة خلية غروف لتصريف غاز ثنائي أكسيد النيتروجين السام (NO2) خطرة بشكل متزايد على الصحة، ومع ازدياد تعقيد أجهزة التلغراف، أصبحت الحاجة إلى جهد ثابت ملحة. وكانت خلية غروف محدودة في هذا الصدد، لأنه مع تفريغ الخلية، خفض الجهد في النهاية، تم استبدال خلايا غروف في استخدامها من قبل خلايا دانييل.